# エドガー・ガルシア (1996年生の投手)
エドガー・エルネスト・ガルシア（Édgar Ernesto García, 1996年10月4日 - ）は、ドミニカ共和国サン・クリストバル州サバナ・グランデ・デ・パレンケ出身のプロ野球選手 (投手) 。右投右打。リーガ・メヒカーナ・デ・ベイスボル（メキシカンリーグ）のモンクローバ・スティーラーズ所属。

## 経歴

### プロ入りとフィリーズ時代
2014年5月29日にアマチュア・フリーエージェントでフィラデルフィア・フィリーズと契約してプロ入り。アマチュア時代は投手と遊撃手を兼任しており、自身は打者としてのプロ入りを望んでいたが、フィリーズのスカウトが打者よりも投手としての可能性を見出だしたため、投手でのプロ入りとなった。契約金は3万ドル。傘下のルーキー級ドミニカン・サマーリーグ・フィリーズでプロデビュー。12試合（先発1試合）に登板して2勝0敗、防御率2.10、19奪三振を記録した。
2015年はガルフ・コーストリーグのルーキー級ガルフ・コーストリーグ・フィリーズでプレーし、12試合（先発2試合）に登板して1勝2敗、防御率3.31、34奪三振を記録した。
2016年はA級レイクウッド・ブルークロウズでプレーし、27試合（先発4試合）に登板して4勝1敗、防御率2.80、59奪三振を記録した。
2017年はA+級クリアウォーター・スレッシャーズでプレーし、27試合（先発15試合）に登板して3勝4敗、防御率4.47、89奪三振を記録した。
2018年はAA級レディング・ファイティン・フィルズで開幕を迎え、シーズン途中にAAA級リーハイバレー・アイアンピッグスに昇格。2チーム合計で52試合に登板して7勝3敗、防御率3.64、72奪三振を記録した。オフにドミニカ共和国で行われたウィンターリーグのリーガ・デ・ベイスボル・プロフェシオナル・デ・ラ・レプブリカ・ドミニカーナに参加し、11月20日に40人枠に登録された。
2019年はAAA級リーハイバレーで開幕を迎え、5月6日にメジャーに昇格。同日のセントルイス・カージナルス戦でメジャーデビューを果たした。この年はメジャーで37試合に登板して2勝0敗、防御率5.77、45奪三振を記録した。
2020年8月13日にDFAとなった。

### レイズ時代
2020年8月16日に後日発表選手とのトレードで、タンパベイ・レイズへ移籍した。その後、23日にニック・アンダーソンの故障者リスト入りに伴い、メジャーに昇格した。この年はメジャーで4試合に登板して0勝0敗1セーブ、防御率10.80、1奪三振を記録した。チームはポストシーズンに進出したが、自身はロースターから外れた。オフの12月2日にノンテンダーFAとなった。

### レッズ時代
2020年12月23日にシンシナティ・レッズと60万ドルの単年契約を結んだ。2021年4月1日にジョナサン・インディアのメジャー昇格に伴いDFAとなり、3日にマイナー契約となった。その後、5月のマイナーリーグ開幕から傘下のAAA級ルイビル・バッツでプレーし、7月19日にメジャー契約を結んでアクティブ・ロースター入りした。7月28日にDFAとなった。

### ツインズ時代
2021年7月30日にウェイバー公示を経てミネソタ・ツインズへ移籍した。移籍後はメジャーで6試合に登板したが、うち5試合で失点を喫している。8月30日に40人枠を外れてマイナー契約となった（27日より傘下のAAA級セントポール・セインツ所属。）。その後は再昇格の機会はなく、オフの10月13日にFAとなった。

### ナショナルズ傘下時代
2022年4月20日にリーガ・メヒカーナ・デ・ベイスボル（メキシカンリーグ）のグアダラハラ・マリアッチスと契約したが、公式戦に出場することなく、1週間後の4月27日に自由契約となった。
2022年6月6日にワシントン・ナショナルズとマイナー契約を結んだ。AA級ハリスバーグ・セネターズで19試合に登板したが、0勝2敗、防御率6.38という成績に終わった。オフの11月10日にFAとなった。

### 独立リーグ時代
2023年3月10日にアトランティックリーグのフレデリック・ベースボール・クラブと契約を結んだ。ここでは7試合に登板したが防御率14.21と苦戦し、6月4日に解雇された。7月7日にアメリカン・アソシエーションのファーゴ・ムーアヘッド・レッドホークスと契約した。ここでは13試合に登板し、1勝1敗、防御率5.50を記録した。8月15日にウェイバー公示を経て同リーグのレイクカントリー・ドックハウンズに移籍。ここでは8試合に登板し、勝敗なし、防御率5.59を記録した。

### メキシカンリーグ時代
2024年2月14日にメキシカンリーグのハリスコ・ホースメンと契約した。しかし開幕前の4月5日に自由契約となった。5月5日に同リーグのモンクローバ・スティーラーズと契約した。

## 投球スタイル
縦方向への変化が鋭く、高い空振り率を誇るスライダーを投げる。

## 詳細情報

### 年度別投手成績
| 年 度    | 球 団    | 登 板 | 先 発 | 完 投 | 完 封 | 無 四 球 | 勝 利 | 敗 戦 | セ 丨 ブ | ホ 丨 ル ド | 勝 率 | 打 者 | 投 球 回 | 被 安 打 | 被 本 塁 打 | 与 四 球 | 敬 遠 | 与 死 球 | 奪 三 振 | 暴 投 | ボ 丨 ク | 失 点 | 自 責 点 | 防 御 率 | W H I P |
| -------- | -------- | ----- | ----- | ----- | ----- | -------- | ----- | ----- | -------- | ----------- | ----- | ----- | -------- | -------- | ----------- | -------- | ----- | -------- | -------- | ----- | -------- | ----- | -------- | -------- | ------- |
| 2019     | PHI      | 37    | 0     | 0     | 0     | 0        | 2     | 0     | 0        | 2           | 1.000 | 172   | 39.0     | 38       | 11          | 26       | 2     | 0        | 45       | 4     | 0        | 25    | 25       | 5.77     | 1.64    |
| 2020     | TB       | 4     | 0     | 0     | 0     | 0        | 0     | 0     | 1        | 2           | ----  | 16    | 3.1      | 3        | 2           | 4        | 0     | 0        | 1        | 0     | 0        | 4     | 4        | 10.80    | 2.10    |
| 2021     | CIN      | 5     | 0     | 0     | 0     | 0        | 0     | 1     | 0        | 0           | .000  | 24    | 4.1      | 10       | 2           | 1        | 0     | 0        | 4        | 1     | 0        | 10    | 8        | 16.62    | 2.54    |
| 2021     | MIN      | 6     | 0     | 0     | 0     | 0        | 0     | 0     | 0        | 1           | ----  | 48    | 10.1     | 9        | 3           | 7        | 0     | 1        | 8        | 1     | 0        | 12    | 12       | 10.45    | 1.55    |
| '21計    | MIN      | 11    | 0     | 0     | 0     | 0        | 0     | 1     | 0        | 1           | .000  | 72    | 14.2     | 19       | 5           | 8        | 0     | 1        | 12       | 2     | 0        | 22    | 20       | 12.27    | 1.84    |
| MLB：4年 | MLB：4年 | 52    | 0     | 0     | 0     | 0        | 2     | 1     | 1        | 5           | .667  | 260   | 57.0     | 60       | 18          | 38       | 2     | 1        | 58       | 6     | 0        | 51    | 49       | 7.74     | 1.72    |

- 2021年度シーズン終了時

### 背番号
- 41（2019年 - 同年途中）
- 66（2019年途中 - 同年終了）
- 58（2020年）
- 52（2021年 - 同年7月27日）
- 57（2021年8月9日 - 同年8月29日）